# Arresø
L'Arresø és el llac més gran de Dinamarca per la seva superfície (39,87 km²). Està situat al nord de l'illa de Sjælland, a la Regió de Hovedstaden, al nord de la ciutat d'Ølsted i a l'est de la de Frederiksværk.
El llac té una sortida al fiord de Roskilde a través de l'Arresø Kanal per Frederiksværk, començat a construir el 1717. Els afluents són nombrosos i destaca el riu Pøleå. Al llarg de la costa oest hi ha diversos túmuls funeraris com el Maglehøj, des d'on hi ha bones vistes del llac. A l'est de Frederiksværk hi ha la península d'Arrenæs que s'endinsa dins el llac.
En temps prehistòrics, abans de l'edat de pedra, l'Arresø era originalment una zona poc profunda, un estret entre el fiord de Roskilde i el Kattegat. La retirada del glaç després de l'últim període glacial i els canvis del nivell del mar va fer que el que era un fiord, l'Arrefjord, quedés aïllat del mar farà una 4000 anys. En els últims 2500 anys ha estat un llac d'aigua dolça.